# Бад-Аббах
Бад-Аббах (нем. и бав. Bad Abbach) — ярмарочная община в Германии, в Республике Бавария.
Община расположена в правительственном округе Нижняя Бавария в районе Кельхайм. Население составляет 11 240 человек (на 31 декабря 2010 года). Занимает площадь 55,33 км².
Ярмарочная община подразделяется на 6 сельских округов.

## Население
По оценке на 31 декабря 2015 года население общины Бад-Аббах составляет 12 208 чел. 

| Дата      | 1840 | 1871 | 1900 | 1925 | 1939 | 1950 | 1961 | 1970 | 1987 | 2011  |
| --------- | ---- | ---- | ---- | ---- | ---- | ---- | ---- | ---- | ---- | ----- |
| Население | 2344 | 2988 | 3154 | 3431 | 3421 | 4678 | 4449 | 5123 | 6560 | 11439 |

| Год       | 1960 | 1970 | 1980 | 1990 | 2000  | 2009  | 2010  | 2011  | 2012  | 2013  | 2014  | 2015  |
| --------- | ---- | ---- | ---- | ---- | ----- | ----- | ----- | ----- | ----- | ----- | ----- | ----- |
| Население | 4327 | 5182 | 6318 | 7106 | 10005 | 11189 | 11240 | 11488 | 11610 | 11742 | 11911 | 12208 |